# سلسلة جبال أبردير
تقع سلسلة جبال أبردير (بالإنجليزية: Aberdare Range)، والتي كانت تُعرف سابقًا باسم Sattima Range، في وسط غرب كينيا، شمال العاصمة نيروبي. تمتد السلسلة بطول نحو 160 كيلومترًا، ويبلغ متوسط ارتفاعها نحو 3500 متر فوق مستوى سطح البحر. تتوزع عبر مقاطعات نيانداروا ونييري ومورانغا وكيامبو ولايكيبيا، وتُعد جزءًا من المرتفعات الكينية الواقعة جنوب خط الاستواء. تُعرف هذه السلسلة في اللغة الكيكويوية المحلية باسم "نيانداروا"، وهي كلمة تعني "الجلد المجفف"، نسبة إلى مظهرها المتموّج الشبيه بجلد الحيوان بعد التمديد والتجفيف.

## التضاريس
تشكل سلسلة أبردير جزءًا من الحافة الشرقية لوادي الصدع العظيم، وتمتد من الشمال إلى الجنوب بشكل عام. تنحدر من جهتها الغربية بشكل حاد نحو سهل كينانغوب ثم إلى عمق وادي الصدع، بينما تميل من الجهة الشرقية بانحدار أكثر لطفًا. يمكن من قممها رؤية بحيرة نيفاشا وحافة مرتفعات ماو من بعيد.
يبلغ أعلى ارتفاع في السلسلة 3999 مترًا فوق سطح البحر عند قمة ساتيما (Mount Satima)، المعروفة أيضًا بـ"جبل الثور الفتي"، وهي القمة الأبرز في السلسلة. تليها من حيث الارتفاع قمة كينانغوب الواقعة في الجنوب، بارتفاع يبلغ 3906 أمتار.
وتُعد هذه السلسلة منطقة تجميع مياه مهمة، إذ تغذي سدود ساسوموا ونداكايني التي توفر المياه للعاصمة نيروبي. كما تسهم غاباتها الجبلية في تغذية نهر تانا، أكبر أنهار كينيا، والذي يغذي منظومة الطاقة الكهرومائية المعروفة باسم "الشوكات السبع"، التي تنتج أكثر من 55٪ من إجمالي الكهرباء في البلاد.

## البيئة الطبيعية
تتدرج الأنظمة البيئية في سلسلة أبردير من الغابات المطيرة إلى غابات الخيزران الكثيفة، ثم إلى مناطق المستنقعات والأراضي الجبلية المفتوحة. وتكثر الحيوانات البرية في المنحدرات الشرقية، حيث الغطاء النباتي الكثيف، فيما تقل الكثافة الحيوانية في المنحدرات الغربية الوعرة. وتضم السلسلة تجمعات كبيرة من الأفيال، والجاموس الإفريقي، والخنازير العملاقة، والضباع، إضافة إلى أنواع نادرة ومهددة مثل وحيد القرن الأسود، وظبي البونغو الجبلي.
كما تضم المنطقة عدة أنواع من السنوريات مثل الفهد، والسرفال، والقط الذهبي الإفريقي النادر. وتعيش فيها أنواع من الرئيسيات مثل قرد الكولوبوس الأسود والأبيض، وقرد سايكس، إلى جانب الظباء المتنوعة. وتعد سلسلة أبردير موطنًا حصريًا لطائر الستيكيولا الأبِرديري (Aberdare cisticola).
يُسجل في منتزه أبردير الوطني أكثر من 778 نوعًا نباتيًا، نظرًا لتنوع الارتفاعات وغزارة الأمطار. ومن الأشجار المهمة: الكافور، والأرز الإفريقي، والأنواع المختلفة من بودوكاربوس وهاغينيا.

تُصنف معظم أجزاء السلسلة كمحمية طبيعية ضمن منتزه أبردير الوطني منذ عام 1950، ويقصدها عدد كبير من المتنزهين والمتسلقين. أما المنحدرات الدنيا فهي مستغلة زراعيًا، فيما تُعرف المناطق العليا بالحياة البرية الغنية. ومن الفعاليات البارزة المرتبطة بالسلسلة، سباق Rhino Charge السنوي، الذي يُقام لدعم جهود حماية المنتزه من إزالة الغابات.

### غابة أبردير
تشكّل غابة أبردير جزءًا من محمية غابات أبردير، التي تمتد شمالًا من نيروبي بطول يقارب 120 كيلومترًا، وبعرض يصل إلى 40 كيلومترًا في أقصى نقطة. يبلغ محيط الغابة نحو 566 كيلومترًا، ويتفاوت ارتفاعها من نحو 2000 متر على حدودها الشرقية إلى 4001 متر في أعلى نقطة عند قمة "أولدونيو ليساتيما". تنحدر السلسلة تدريجيًا نحو نياهورورو شمالًا، حيث تنتشر الأودية العميقة والفوهات البركانية القديمة، بينما تتجه جنوبًا بشكل حاد نحو منطقة مورانغا الشمالية.

### الأنهار
تنحدر من سلسلة أبردير عدة أنهار رئيسية منها: أثي وتانا اللذان يصبان في المحيط الهندي، وإيواسو نيرو الذي يتجه نحو مستنقعات لوريان، بالإضافة إلى نهر ماليوا المتجه إلى بحيرة نيفاشا. وتبدأ هذه الأنهار من مستنقعات ومناطق مرتفعة في الهضاب العليا، ما يجعل الغابة مصدرًا حيويًا لأحواض تصريف المياه في كينيا.

## الأنظمة البيئية النباتية
تنقسم الغطاءات النباتية في سلسلة أبردير إلى أربع مناطق رئيسية: نباتات ما دون الألبية، وغابات دائمة الخضرة ذات طبيعة جافة، وغابات رطبة جبلية، وغابات دون جبلية.

### نباتات شبه ألبية
تنتشر على ارتفاعات تفوق 3300 متر، وتضم سهوبًا عشبية مثل عشبة Deschampsia، والنباتات الضخمة كـDendrosenecio johnstonii وLobelia deckenii، إلى جانب شجيرات Erica mannii. تظهر أيضًا تجمعات شجرية من Erica arborea وHebenstretia angolensis على ارتفاع بين 3000 و3300 متر. أما غابات الخيزران فتغطي نحو 35,000 هكتار بين ارتفاعي 2400 و3300 متر.

### الغابات الجبلية الرطبة
تنتشر على السفوح الشرقية، وتُعد موطنًا لأنواع نباتية أولية مثل Macaranga capensis وNeoboutonia macrocalyx. كما تضم أشجارًا ثمينة اقتصاديًا، منها Aningeria adolfi-friederici وKuloa usambarensis وSyzygium guineense، التي تسود على منحدرات كيكويو.

### الغابات الجافة دائمة الخضرة
تقع في السفوح الشمالية والغربية الجافة، وتحتوي على أنواع متعددة من الزيتون البري مثل Olea europaea وOlea capensis وOlea hochstetteri، بالإضافة إلى البودوكاربوس وأشجار الأرز.

### الغابات دون الجبلية
تنتشر على المنحدرات الشمالية الشرقية، وتضم أنواعًا مثل Ekebergia capensis وNuxia congesta وCassipourea malosana، إلى جانب شجرة الكاب تشستنَت Calodendrum capense.